# Edgar Morin, un penseur planétaire

Edgar Morin, un penseur planétaire est un documentaire français réalisé par Jeanne Mascolo de Filippis sur la vie du sociologue Edgar Morin, sorti au cinéma et en DVD en 2007.
C'est le seizième épisode de l'émission Empreinte, une collection de 149 documentaires télévisuels diffusée sur France 5.

## Synopsis
Ce film retrace la vie d'Edgar Morin, voyageur infatigable qui va à la rencontre du monde pour alimenter sa pensée, développer ses thèses sur les inégalités fondamentales entre les hommes et l'évolution inquiétante de l'écologie de la planète. « Tout ce qui ne se régénère pas dégénère » précise-t-il en exergue. À plus de 86 ans, il continue son combat, parcourt toujours la planète pour dénoncer l'humiliation des peuples opprimés ou la violence faite trop souvent aux hommes.

## Fiche technique
- Réalisation : Jeanne Mascolo de Filippis
- Images : Étienne Carton de Grammont et Jean-Luc Cohen
- Sociétés de production : CNRS Images, Cinétévé, France 5
- Genre : documentaire
- Durée : 51 minutes
- Date de diffusion : 6 février 2008 sur France 5

## Distribution
- Annick Cojean : elle-même
- Edgar Morin : lui-même